# 佩拉乌斯坦
佩拉乌斯坦，是西班牙卡斯蒂利亚-拉曼恰托莱多省的一个市镇。总面积45平方公里，总人口351人（2001年），人口密度8人/平方公里。